# Tanjung Aur (Lais)
Tanjung Aur is een bestuurslaag in het regentschap Bengkulu Utara van de provincie Bengkulu, Indonesië. Tanjung Aur telt 511 inwoners (volkstelling 2010).